# Certain Fury
Certain Fury é um filme norte-americano de 1985, do gênero ação, dirigido por Stephen Gyllenhaal e protagonizado pelas atrizes ganhadoras do Oscar® Tatum O'Neal (Lua de Papel) e Irene Cara (Fame).

## Sinopse
A prostituta Scarlet (Tatum O'Neal) é presa e levada a um distrito policial por vadiação. Lá conhece a jovem Tracy (Irene Cara), filha de um empresário rico (Moses Gunn) que, juntamente com o namorado Sniffer (Nicholas Campbell), havia sido presa naquele mesmo dia por dirigir um Jaguar roubado. Enquanto estão aguardando para serem encarceradas, as duas decidem fugir mas presenciam, na saída, um tiroteio que deixa um policial morto. Acusadas pelo crime, as duas descobrem que estão sendo procuradas por toda a polícia de Nova Iorque e, ao mesmo tempo, pelo gângster Rodney (Peter Fonda), chefe de uma quadrilha internacional de tráfico de drogas, para qual o policial morto estava trabalhando.

## Trilha sonora
Saiu em formato LP com a trilha sonora instrumental, composta por Bill Payne, Russell Kunkel e George Masenburg.
Faixas
- 01. Theme From Certain Fury/ Scarlet And Tracy's Song (02:41)
- 02. Tracy Into Tears/ Scarlet's Theme/ Crystal's Hit (06:07)
- 03. The Cab Ride (01:46)
- 04. The Drowning (03:25)
- 05. Escape To Nowhere (02:28)
- 06. Final Donfrontation/ Fire In Her Eyes (04:16)
- 07. Lost And In Trouble (00:33)
- 08. Tracy's Childhood (01:13)
- 09. Going Down For Air (02:20)
- 10. Scarlet Saves Tracy From Fire (01:31)
- 11. Spire-Freeman Theme (01:32)
- 12. They Think We're Dead (00:55)
- 13. Sniffer's World (01:08)
- 14. Scarlet And Loverboy Talk/ How Do You Erase All Of This (03:22)
- 15. Sniffer You're A Freak/ Take One Step And I'll Kill You (01:40)
- 16. Welcome To The City/ Fire In Her Eyes (04:09)

Duração total: 00:39:06
"A Certain Fury"
- Composta por Tony Prendatt
- Cantora: Irene Cara